# Учуари, Джонни
Джонни Александер Учуари Пинтадо (исп. Jonny Alexander Uchuari Pintado; род. 19 января 1994, Лоха) — эквадорский футболист, полузащитник клуба «Атлетико Морелия» и сборной Эквадора.

## Карьера

### Клубная
Джонни начал футбольную карьеру в клубе ЛДУ Лоха, за основной состав которого он дебютировал в 2009 году, когда клуб выступал в Серии В Эквадора.
В первом же сезоне Учуари провёл 27 матчей и забил 4 мяча. В 2010 году Джонни провёл только 12 игр и отличился дважды, но его команда заняла первое место в серии В и получила право выступать в Серии А Эквадора.
Первый матч в высшем футбольном дивизионе Эквадора Учуари провёл 22 мая 2011, выйдя в стартовом составе против «Депортиво Куэнка». 14 августа того же года Джонни отметился первым забитым мячом на высшем уровне.
Наиболее успешным для Джонни стал сезон 2014 года, когда он в 32 встречах забил 10 мячей. 23 декабря 2014 года эквадорец подписал контракт сроком на один год с ЛДУ Кито.

### В сборной
В 2011 году Джонни в составе юношеской сборной Эквадора (до 17 лет) принимал участие в Чемпионате Южной Америки, проходившем в его стране. Футболист принял участие во всех 9 матчах своей команды на турнире и отметился забитым мячом во встрече со сверстниками из Парагвая. Эквадорцы заняли четвёртое место и получили право выступить на Юношеском Чемпионате мира 2011 в Мексике. Джонни сыграл во всех четырёх матчах своей сборной на турнире, где южноамериканцы уступили в четвертьфинале бразильцам.
В начале 2013 года Учуари выступал за молодёжную сборную Эквадора на Чемпионате Южной Америки в Аргентине. Полузащитник провёл 7 из 9 игр сборной, а в матче с Перу отметился голом.
15 октября 2014 года Джонни дебютировал в сборной Эквадора, выйдя на замену во втором тайме товарищеского матча с Сальвадором.